# Tudorovská koruna

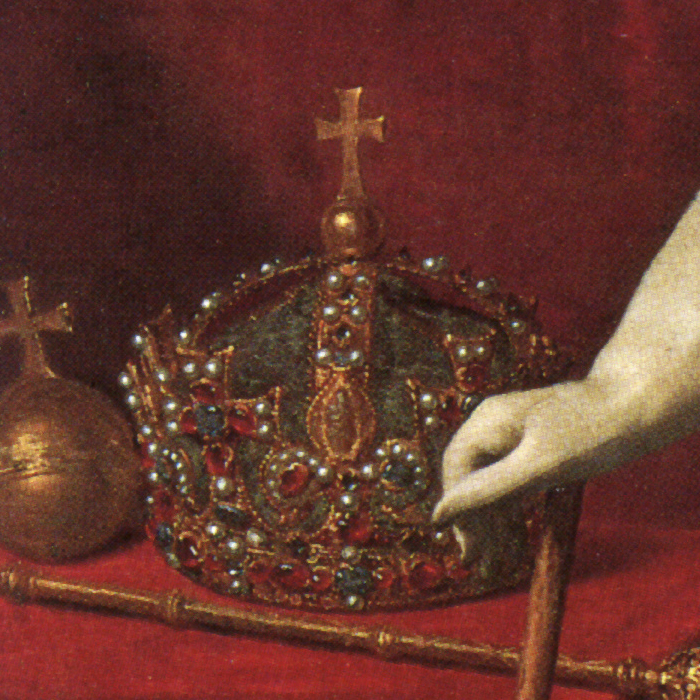
Tudorovská koruna na obraze Karla I. od Daniela Mijtense

Tudorovská koruna (anglicky Tudor Crown) byla koruna vytvořená v Anglii na počátku 16. století buď pro Jindřicha VII. (prvního panovníka rodu Tudorovců) nebo Jindřicha VIII. Zničená byla v roce 1649 během anglické občanské války.

## Heraldika a vexilologie

Heraldické vyobrazení Tudorovské koruny

Znázornění tudorovské koruny bylo a je široce používaným symbolem v britské heraldice a vexilologii, sloužící k reprezentaci „koruny“ jako suverénního zdroje vládní moci. 
Oficiálně se zobrazení užívalo od roku 1901 do roku 1952 a po smrti Alžběty II. a korunovaci Karla III. znovu po roce 2022. Za vlády Alžběty II. (1952–2022) byla užívána Koruna sv. Eduarda.
Koruna byla a opět je zobrazena na mnoha oficiálních emblémech či vlajkách Spojeného království, Britského impéria nebo Commonwealthu.

### Příklady použití

Královský monogram Karla III., s Tudorovskou korunou
Vlajka australského generálního guvernéra (1936–1953, od roku 2024) Poměr stran: 1:2

Pro porovnání stejné symboly se svatoeduardskou korunou za Alžběty II.:

Královský monogram Alžběty II.
Vlajka australského generálního guvernéra (1953–2024) Poměr stran: 1:2